# Phlegräische Inseln
Die Phlegräischen Inseln (italienisch Isole Flegree) sind eine der Apenninhalbinsel westlich vorgelagerte Inselgruppe im Golf von Neapel. Zu ihr gehören die Inseln Ischia mit Castello Aragonese, Procida, Vivara und Nisida.
Der Name leitet sich von den Phlegräischen Feldern ab, der geologischen Region, deren vulkanischer Aktivität die Inseln ihren Ursprung verdanken. Zusammen mit Capri werden die Inseln auch als Kampanischer Archipel zusammengefasst.